# Élections législatives de 1956 dans la Drôme
Les élections législatives françaises de 1956 se tiennent le 2 janvier. Ce sont les dernières élections législatives de la Quatrième république, après les élections de novembre 1946 et de juin 1951.

## Mode de scrutin
L'Assemblée nationale est composée de 626 sièges pourvus au scrutin proportionnel plurinominal suivant la règle de la plus forte moyenne dans le cadre départemental, sans panachage.
Le vote préférentiel est admis, en inscrivant un numéro d'ordre en face du nom d'un, de plusieurs ou de tous les candidats de la liste. Mais l'ordre ne pourra être modifié que si au moins la moitié des suffrages portés sur la liste est numéroté. Dans les faits les modifications ne dépasseront jamais les 7%.
La loi électorale du 7 mai 1951, dite loi des apparentements, reste en vigueur. Elle permet à la base une répartition des sièges à la représentation proportionnelle dans le département, mais si des listes « apparentées » avant le déroulement du scrutin obtiennent ensemble une majorité absolue de suffrages exprimés, elles reçoivent directement tous les sièges à pourvoir.
Dans le département de la Drôme, quatre députés sont à élire.

## Élus
| Député sortant        | Parti | Parti   | Député élu ou réélu   | Parti | Parti |
| --------------------- | ----- | ------- | --------------------- | ----- | ----- |
| Marcel Cartier        |       | SFIO    | Marcel Cartier        |       | SFIO  |
| Raymond Valabrègue    |       | Rad-soc | Maurice Michel        |       | PCF   |
| Maurice-René Simonnet |       | MRP     | Maurice-René Simonnet |       | MRP   |
| Charles Sauvajon      |       | MRP     | Henri Berrang         |       | UFF   |

## Résultats

### Résultats à l'échelle du département
- Un apparentement de type Front Républicain est concrétisé entre les listes SFIO et Rad-soc.
- Un autre est conclu en soutien à la majorité sortante, entre les listes MRP et CNIP-ARS.

|                   | Maurice Michel Parti communiste français                                                    | Maurice Michel Parti communiste français                                                    | 40 100  | 29,66  | 1 |  |  |
|                   |                                                                                             | Maurice-René Simonnet Mouvement républicain populaire                                       | 22 107  | 16,35  | 1 |  |  |
|                   | Henri Durand Centre national des indépendants et paysans                                    | 16 584                                                                                      | 12,26   | -      |   |  |  |
| Liste apparentées | Liste apparentées                                                                           | 38 691                                                                                      | 28,61   | 1      |   |  |  |
|                   |                                                                                             | Marcel Cartier Section française de l'Internationale ouvrière                               | 16 869  | 12,48  | 1 |  |  |
|                   | Raymond Valabrègue Parti radical                                                            | 14 105                                                                                      | 10,43   | -      |   |  |  |
| Liste apparentées | Liste apparentées                                                                           | 30 974                                                                                      | 22,91   | 1      |   |  |  |
|                   | Henri Berrang Union et fraternité française                                                 | Henri Berrang Union et fraternité française                                                 | 24 305  | 17,97  | 1 |  |  |
|                   | Jean-Pierre Bole du Chomont Rassemblement des groupes républicains et indépendants français | Jean-Pierre Bole du Chomont Rassemblement des groupes républicains et indépendants français | 0       | 0,00   | - |  |  |
|                   | Francis Janet Parti républicain pour le redressement économique et social                   | Francis Janet Parti républicain pour le redressement économique et social                   | 0       | 0,00   | - |  |  |
|                   |                                                                                             |                                                                                             |         |        |   |  |  |
| Inscrits          | Inscrits                                                                                    | Inscrits                                                                                    | 173 401 | 100,00 | 4 |  |  |
| Abstentions       | Abstentions                                                                                 | Abstentions                                                                                 | 35 566  | 20,51  |   |  |  |
| Votants           | Votants                                                                                     | Votants                                                                                     | 137 835 | 79,49  |   |  |  |
| Blancs et nuls    | Blancs et nuls                                                                              | Blancs et nuls                                                                              | 2 611   | 1,89   |   |  |  |
| Exprimés          | Exprimés                                                                                    | Exprimés                                                                                    | 135 224 | 98,11  |   |  |  |